# Gasteracantha sanguinolenta
Gasteracantha sanguinolenta är en spindelart som beskrevs av Carl Ludwig Koch 1844. Gasteracantha sanguinolenta ingår i släktet Gasteracantha och familjen hjulspindlar.

## Underarter
Arten delas in i följande underarter:
- G. s. andrefanae
- G. s. bigoti
- G. s. emeriti
- G. s. insulicola
- G. s. legendrei
- G. s. mangrovae
- G. s. rueppelli